# 管橘
管橘，字彦懷，號五陵，直隶寧國府南陵縣人，明朝政治人物。

## 生平
萬曆四年（1576年）丙子科應天府鄉試第九十九名舉人，二十三年（1595年）乙未科會試第六十八名，廷試三甲第二百二十六名進士，工部觀政，二十四年十月授浙江嘉兴县知县。丁母艰，二十七年起补福建长泰县。泰夙苦麻饷，橘除之。矿役大兴，多藉为奸利，橘力请禁戢，始不敢肆。二十八年調乌程县，仍保留長泰，迁大理评事，雪疑狱大辟者数人。三十五年七月考选，三十六年八月擢四川道监察御史，丰采严毅，指劾不避权贵。三十七年，例转福建水利道佥事，会子管一堂登贤书，遂解组归。捐资置田，与六邑名宿讲学安贤祠。著有《涵空阁集》。祀乡贤。

## 家族
曾祖管玄；祖管俸；父管世仁。母凌氏。慈侍下。兄管楠（乙卯舉人）；管橓（廪生）；管桂（國子生）；管樂（贡生）。弟管傑（三科武舉）；管和（武舉）；管楩（廪生）。娶馬氏，子一思、一堂。